# Jennifer Falk
Jennifer Falk (Göteborg, 26 april 1993) is een Zweeds voetbalspeelster. Ze speelt als doelverdediger voor BK Häcken in de Damallsvenskan.

## Clubcarrière
Falk maakte haar profdebuut voor Torslanda IK, waarvoor ze zes wedstrijden keepte op vierde Zweedse vrouwenvoetbalniveau in 2010. In het volgende seizoen kwam ze uit op het derde Zweedse vrouwenvoetbalniveau waar ze elf wedstrijden in keepte. Hierna maakte ze de overstap naar eerstedivisionist Jitex BK. Met deze club wist Falk zich te handhaven op het tweede niveau van Zweden. Hierna promoveerde ze naar Mallbackens IF, waarvoor ze in het seizoen 2015 alle 22 competitiewedstrijden keepte en eveneens degradatie wist te ontlopen.
Vanaf 2016 kwam Falk uit voor Kopparbergs/Göteborg FC, dat sinds 2021 bekendstaat als BK Häcken. In haar debuutseizoen eindigde ze op de vijfde plaats in de Damallsvenskan en keepte ze vijftien wedstrijden. Voorafgaand aan het seizoen 2017 trok haar club drie nieuwe keepsters aan, waarna Falk tot slechts zes optredens kwam. In het seizoen 2018 keepte ze evenveel wedstrijden. In 2019 wist Falk met BK Häcken de Zweedse beker te winnen. In 2020 was Falk opnieuw eerste keepster van BK Häcken en wist ze 14 clean sheets te noteren in 22 competitiewedstrijden en daarmee had ze een belangrijk aandeel in het eerste kampioenschap van de club. In november 2020 werd Falk uitgeroepen tot 'speelster van de maand'.
Hierdoor mochten Falk en BK Häcken in het seizoen 2021/22 uitkomen in de Champions League waarin het af wist te rekenen met het Noorse Vålerenga en zich plaatste voor de groepsfase. In deze groepsfase wist BK Häcken enkel de uitwedstrijd tegen SL Benfica te winnen, waarna uitschakeling volgde. Falk keepte in alle acht wedstrijden. In het daaropvolgende seizoen wisten Falk en BK Häcken in de laatste kwalificatieronde af te rekenen met FC Twente, waarna het dit keer meer succes had in de groepsfase. Door tweede te eindigen werd de knockoutfase behaald, waarin Paris Saint-Germain over twee wedstrijden te sterk was.

## Statistieken
| Seizoen | Club                    | Land   | Competitie     | Wedstrijden | Doelpunten |
| ------- | ----------------------- | ------ | -------------- | ----------- | ---------- |
| 2013    | Jitex BK                | Zweden | Damallsvenskan | 6           | 0          |
| 2014    | Jitex BK                | Zweden | Damallsvenskan | 20          | 0          |
| 2015    | Mallbackens IF          | Zweden | Damallsvenskan | 22          | 0          |
| 2016    | Kopparbergs/Göteborg FC | Zweden | Damallsvenskan | 15          | 0          |
| 2017    | Kopparbergs/Göteborg FC | Zweden | Damallsvenskan | 4           | 0          |
| 2018    | Kopparbergs/Göteborg FC | Zweden | Damallsvenskan | 6           | 0          |
| 2019    | Kopparbergs/Göteborg FC | Zweden | Damallsvenskan | 15          | 0          |
| 2020    | Kopparbergs/Göteborg FC | Zweden | Damallsvenskan | 22          | 0          |
| 2021    | BK Häcken               | Zweden | Damallsvenskan | 18          | 0          |
| 2022    | BK Häcken               | Zweden | Damallsvenskan | 22          | 0          |
| 2023    | BK Häcken               | Zweden | Damallsvenskan | 26          | 0          |
| 2024    | BK Häcken               | Zweden | Damallsvenskan | 24          | 0          |
| 2025    | BK Häcken               | Zweden | Damallsvenskan | 3           | 0          |
| Totaal  | Totaal                  | Totaal | Totaal         | 203         | 0          |

Laatste update: 16 april 2025

## Interlandcarrière
Falk maakte haar debuut voor het Zweedse nationale team tijdens de Algarve Cup in 2020 in een wedstrijd tegen Denemarken die met 1-2 verloren ging. Door een blessure bij eerste keepster Hedvig Lindahl, mocht Falk de laatste vier wedstrijden keepen van de kwalificatiereeks voor het EK 2022. Ze wist vier keer de nul te houden, waaronder in een wedstrijd tegen IJslands waardoor Zweden zich wist te plaatsen voor het EK 2022 in Engeland.
Falk werd opgenomen in de Zweedse selectie voor de met een jaar uitgestelde Olympische Zomerspelen 2020. Ze keepte enkel in het derde groepsduel tegen Nieuw Zeeland, toen meerdere basisspeelsters rust kregen nadat Zweden zich al had geplaatst voor de knockoutfase. Net als in 2016 pakte een Zweden een bronzen medaille door in de finale na penalty's te verliezen van Canada. Falk maakte eveneens onderdeel uit van de Zweedse selectie voor het EK 2022 in Engeland, maar bleef hier het gehele toernooi op de bank. In de kwalificatiereeks voor het WK 2023 kwam Falk driemaal in actie en wist het zich te kwalificeren voor het eindtoernooi dat plaatsvond in Australië en Nieuw-Zeeland.
Op 13 juni 2023 werd Falk opgenomen in de Zweedse selectie voor op dit wereldkampioenschap. Falk mocht keepen in het derde groepsduel tegen Argentinië toen meerdere basiskrachten rust kregen. Zweden reikte tot de halve finale, waarin Spanje met 1-2 te sterk was. Door een 2-0 overwinning in de troostfinale op gastland Australië wisten Falk en haar landgenoten met een bronzen medaille naar huis te gaan.
{{Navigatie
| naam = Navigatie selectie vrouwenvoetbalelftal Zweden WK 2019
| titel = 0 Zweeds voetbalelftal (vrouwen) – WK 2019 0 
| afb_links = 
| afb_rechts = 
| inhoud = 
1: Lindahl ·
2: Andersson ·
3: Sembrant ·
4: Glas ·
5: Fischer ·
6: Eriksson ·
7: Janogy ·
8: Hurtig ·
9: Asllani ·
10: Jakobsson ·
11: Blackstenius · 12: Falk · 13: Ilestedt · 14: Roddar · 15: Björn · 16: Zigiotti Olme · 17: Seger · 18: Rolfö · 19: Anvegård · 20: Larsson · 21: Mušović · 22: Schough · 23: Rubensson · Coach: Gerhardsson

}}